# Francisco Xavier do Amaral
Francisco Xavier do Amaral, född 3 december 1937 i Portugisiska Timor, död 6 mars 2012 i Dili, Östtimor var politiker och grundade det timoresiska Socialdemokratiska partiet den 20 maj 1974. Partiet gick efter ett halvår upp i Revolutionära Fronten för ett Självständigt Östtimor Fretilin.
Den 28 november 1975 utropade Fretilin Östtimors självständighet från Portugal och Xavier svors in som president. Den 7 december invaderade Indonesien Östtimor och förklarade Östtimor för en indonesisk provins.

## Biografi
Xaviers var son till Afonso Gregório Mesquita och Aurea Mendonça Rodrigues Pereira. Fadern tillhörde Mambaifolket och hade varit kung i ett timoresiskt kungarike i distriktet Manufahi fram till den japanska invasionen 1942. Vid 12 års ålder började Xavier i småskolan i Dili och fortsatte vid ett jesuitiskt prästseminarium i Soibada. 1955 skickades han till seminariet St Joseph i Macau och blev lekman i den Romersk-katolska kyrkan.
1974 gifte Xavier med Lucia Osorio Soares och blev svåger till två anhängare av Timors Folkdemokratiska förbund som strävade efter förening med Västtimor och en provins inom Indonesen. 

### President
1974 var Xavier en av grundarna till partiet ASDT, Timoresiska Social Demokratiska Partiet. I september 1975 bytte partiet namn till Fretilin och utropade Östtimors självständighet den 28 november. Xavier utsågs till president. Efter Indonesiens invasion flydde regeringen och Fretilin upp i bergen för att bekämpa mot TNI, den indonesiska krigsmakten.

### Uteslutning
Mellan den 15 maj och 2 juni 1976 samlades Fretilins centralkommitté i Soibada för att lägga upp en nationell strategi. Xavier var beredd att ge upp kampen eftersom 100-tusentals timoreser dödats av invasionsstyrkorna. När han inte fick gehör lämnade han mötet och centralkommittén beslöt att fortsätta frihetskampen och att avsätta Xavier och Nicolau dos Reis Lobato blev president för Fretilin. Men för landsbygdens folk förblev han Abo Francisco (Farfar Francisco). Den marxistiska vänsterflygeln tillfångatog Xavier 1977, men vid strider mot TNI förlorade de kontrollen över sin fånge.

### Exil och återkomst 2002
Den indonesiske generalen Dading Kalbuadi tog med Xavier till Java och behandlade honom som sin husslav och stalldräng.
2000 kunde Xavier återkomma till Östtimor och han blev väl mottagen av folket. Hans gamla parti, ASDT nominerade honom som presidentkandidat till det första valet efter den indonesiska ockupationen. Xanana Gusmão vann en jordskredsseger. I presidentvalet 2007 fick Xavier 14,39 procent i första valomgången. Efter ännu ett val vann vann José Ramos Horta.
Den 6 mars 2012 dog Xavier i Dili, Östtimor.

## Eftermäle
Francisco Xavier do Amaral hedrades med en stor staty i huvudstaden Dili. Vid statyns invigning den 22 maj 2017 höll Xanana Gusmão invigningstalet och sade bland annat:
| ”                             | Francisco Xavier do Amaral var en historisk och modig man som kämpade för demokratiska principer och det timoresiska folkets värdighet. | „ |
| – Xanana Gusmão, 22 maj 2012. | |   |

## Översättning
1. ↑  pt:Associação Popular Democrática Timorense.
2. ↑  Xavier was historic and courageous figure who fought for the principles of democracy and for the dignity of the Timorese people.